# Droga wojewódzka nr 149
Droga wojewódzka nr 149 (DW149) – dawna droga wojewódzka w województwie wielkopolskim o długości 17 km, biegnąca przez Puszczę Notecką. Droga łączyła drogę nr 150 z drogą nr 140.
23 marca 2017 roku utraciła kategorię drogi wojewódzkiej i została przeklasyfikowana na drogę powiatową na całej długości.

## Miejscowości na trasie
- Jasionna
- Rzecin
- Mokrz
- Chojno-Błota

## Galeria

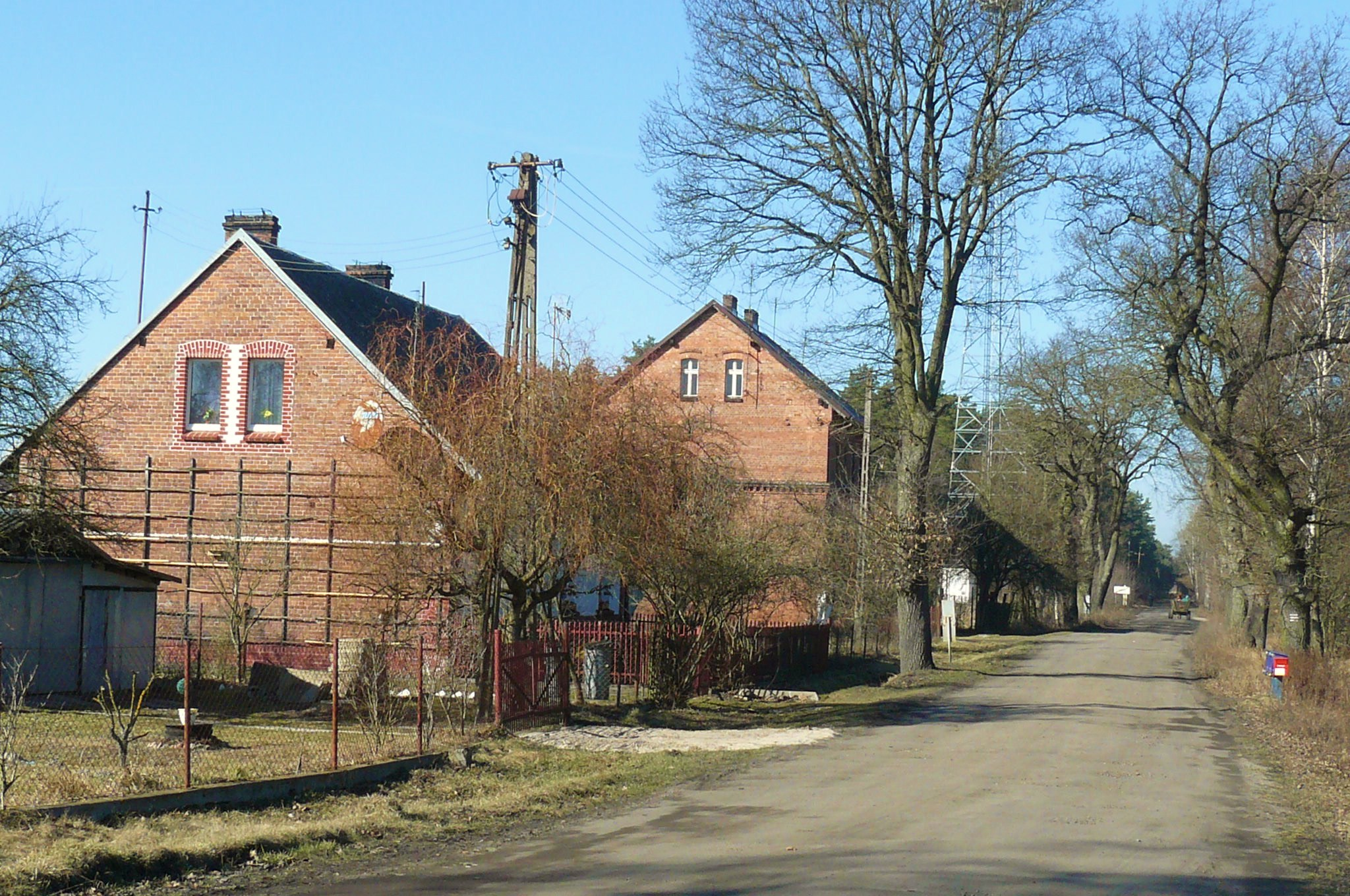
Droga w Mokrzu